# Pholistoma racemosum
Pholistoma racemosum är en strävbladig växtart som först beskrevs av Thomas Nuttall och Asa Gray, och fick sitt nu gällande namn av Lincoln Constance. Pholistoma racemosum ingår i släktet Pholistoma och familjen strävbladiga växter. Inga underarter finns listade i Catalogue of Life.